# Folsom Prison Blues
Folsom Prison Blues (з англ. Блюз в'язниці Фолсом) — пісня Джонні Кеша, випущена 1955 року. Вийшла в альбомі Johnny Cash with His Hot and Blue Guitar!, а також як сингл.
Ця пісня потрапила до списку 500 найкращих пісень усіх часів за версією журналу Rolling Stone.
фрагмент пісніⓘ